# Gheorghe Săulescu
Gheorghe Săulescu (n. 1799, Iași – d. 1875) sau (n. 4 martie 1798, Roșiești, județul Vaslui - d. 6 septembrie 1864, Corni-Albești, județul Vaslui ) a fost un filolog, istoric, precursor al școlii arheologice românești și poet român. A fost profesor la Academia Mihăileană din Iași.
Date biografice
Gheorghe Săulescu, cunoscut ca unul dintre primii istorici și filologi români din secolul al XIX-lea, era fiul preotului Panaite care cumpărase câteva părți de moșie de la răzeșii din Vutcani și nepot preotului Gheorghe de la Siminești, al cărui prenume îl purta. Prin  bunica sa Todosia, fiica lui Vasile și nepoata preotului Misăilă, se trăgea din bătrânul Mănăilă de la Vutcani. Numele de Săulescu și l-a luat mai târziu, după moșia Săulești pentru care avea să se judece cu boierul Petrache Roset. Era descendentul unei vechi familii de preoți din ținutul Fălciului, istoric, filolog, poet și publicist, profesor la Academia Domnească din Iași, căruia cultura română îi datorează foarte mult, deși pe nedrept aproape uitat.
Activitate
A publicat în revistele vremii studii de lingvistică, latinizante și puriste, fiind, în această privință, un precursor al lui Aron Pumnul, precum și studii de istorie și de folclor, fără prea mult spirit critic. A fost unul dintre promotorii învățământului național din Moldova și al mai multor manuale didactice.În istoriografia română,ocupă un loc important în mișcarea pașoptistă.

Săulescu, pe atunci profesor de filologie și de istorie în școlile publice și director al tipografiei mitropolitane, a fost însărcinat în 1834 cu copierea și tipărirea manuscriselor lui Dimitrie Cantemir, trimise la cererea mitropolitului Moldovei Veniamin Costache de către ministerul afacerilor străine rus la consulatul rus din Iași. Hronicul romano-moldo-vlahilor, tomurile I-II, a fost editat la Iași de profesorul Gheorghe Săulescu în anii 1835-1836.

Săulescu a „tradus” și falsul istoric cunoscut drept Cronica lui Huru (publicat de Gheorghe Asachi în 1856 sub titlul de Fragment istoric scris în vechea limbă romănă din 1495 scos la lumină în Moldova la 1856 și reprodus de Aron Pumnul în Lepturarĭŭl său împreună cu „traducerea” lui Săulescu).

## Opera prinicpală
- Gramatica românească, 1833-1834, (3 volume, dintre care unul se ocupă de versificație)
- Fabule în versuri sau poezii alegorice, 1835.

## Alte publicații
- Descrierea istorico-gheografică a cetăței Caput Bovis (Capul Boului seau Ghertina): a căriia ruine să află în apropierea Galațului, Editura Academiei Române, 1991